# 第一共和国 (大韓民国)

大韓民国
대한민국 (韓国語)
大韓民國 (韓国語)

国歌: 애국가（朝鮮語）
愛国歌

大韓民国の位置

第一共和国（だいいちきょうわこく）とは、大韓民国で1948年8月15日の建国から1960年の四月革命による李承晩の大統領辞任までの期間に存在した政体である。李承晩が全期間に亘り大統領を務め、独裁政治を行った。

領土

## 成立
第一共和国は、在朝鮮アメリカ陸軍司令部軍政庁（USAMGIK）の統治を引き継いで成立した、大韓民国最初の共和憲政体制であった。1948年5月10日に実施された制憲国会の議員を選出する総選挙は、USAMGIKが統治していた北緯38度線以南の南朝鮮単独で実施された。左翼はこの総選挙をボイコットしたため、制憲国会の構成員は極めて反共色が強かった。
制憲国会が7月17日に制定・公布した第一共和国憲法は、国家制度として大統領に強力な権限を与えた大統領制を採用したが、大統領の選出は国会による間接選挙とされた。また、大韓民国が朝鮮全域を領有する正統な国家であるとも規定した。7月17日には大統領の選出も行なわれ、アメリカ合衆国が推す親米派の李承晩が初代大統領に就任した。李も徹底した反共主義者だった。
その後、ダグラス・マッカーサーGHQ総司令官臨席のもとで、8月15日に李承晩が大韓民国の樹立を宣言し、大韓民国は公式的に独立国となった。ただし、大韓民国最大の後援者であるアメリカ合衆国政府は、1949年1月まで大韓民国の公式的な国家承認を延期していた。

## 朝鮮戦争勃発前
李承晩は韓国民主党（韓民党）の支持を受けて大統領に選出されたが、彼が組閣した内閣には韓民党党員は財務部（現、大韓民国企画財政部）長官に任命された金度演を除いて選出されなかった。その報復として、野党に転じた韓民党は大韓国民党（国民党）内の反李承晩派と連合して民主国民党（民国党）を形成し、大統領の権限を大幅に規制した内閣制度への改変を支持し始めた。これと同時に、李承晩派も国民党へ再編され、国民党が李の支持基盤となる与党 として確定した。ただし、1950年5月30日に実施された第2代国会議員選挙では、反李承晩派の無所属議員が議会の過半数を占める結果となった。
反共政策を掲げる国家主義的な李承晩政府は、左翼活動の残忍な鎮圧など、USAMGIK以来の習慣を数多く継続していた。政府は、済州島四・三事件や麗水・順天事件など、左翼勢力の活動を厳しい武力行使で鎮圧し、左翼の封じ込めにおおむね成功した。ただし、それにともない多数の住民が虐殺されたほか、独自路線をとる一部を除いて、左翼の多くは北朝鮮を支持していたために、北朝鮮との対立を厳しくした。1949年12月24日には聞慶虐殺事件を引き起こし共産主義者による犯行とした。

## 朝鮮戦争期
1950年6月25日、北朝鮮・朝鮮人民軍が朝鮮の赤化統一を目指して韓国に侵入し、戦争が勃発した。国土の大半を喪失し、韓国軍が壊滅状態に陥った韓国は存続の危機に瀕したが、アメリカの主導下で、16カ国が国連軍として最初の集団軍事行動を行い、反攻に転じた。国連軍の参戦で、韓国軍は一時鴨緑江に達したが、中国人民志願軍（中国人民解放軍）の参戦で再び退却し、1951年以降は北緯38度線付近で戦線が膠着した。
戦線の膠着を受けて1951年7月から開始された休戦交渉は、1953年7月27日の板門店における休戦協定の調印で幕を迎えた。協定により、軍事境界線と非武装中立地帯（DMZ）が朝鮮半島に設けられ、朝鮮の分断体制が固定された。ただし、北朝鮮・中国と国連軍は協定に調印したものの、朝鮮の統一を唱える李承晩はこの停戦協定を不服として調印を拒否した。平和条約は、今なお調印されていない。
戦争勃発後、北朝鮮が全面攻撃を展開したことにより、韓国は民衆生活から政治までもが混乱に陥り、李承晩は国会の支持を失い始めた。そのために李と国民党は、権力集中によってこの危機を耐え抜こうとした。ソウルから釜山へと政府機関を移転した李は、まず1952年3月に国民党や民族青年団など右翼団体を糾合して自由党を結成した。そして同年5月、大統領の選出方法を国民による大統領直接選挙制とする憲法改正（抜粋改憲）を実施し、大差で再選し第二代大統領になった。その際に、国会の多数派を率いていなかった李は、戒厳令を敷いて軍を動員し、憲法改正に反対票を投じると予想された国会議員を50数名を投獄した（釜山政治波動）。
この時期の共和国では、反共政策も政府によって強力に継続され、保導連盟事件や居昌事件などの虐殺が韓国軍や韓国警察によって引き起こされた。また、1951年には国民防衛軍事件が発覚するなど、政権の不正腐敗体制が露わになった。韓国陸軍本部からは李承晩大統領の前述の残虐行為に対して不満が募りアメリカ合衆国へクーデターの許可を求めた。朝鮮半島を南北に振動した戦線は、韓国に多数の民間人の死傷者と莫大な破壊を招いた。1953年の休戦後、李は政府機関を8月15日というシンボリックな期日にソウルへと戻した。

## 休戦後

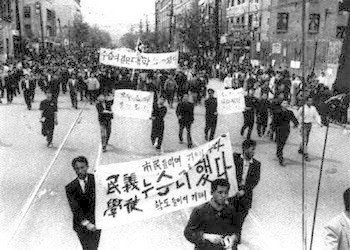
李承晩の独裁を糾弾する市民

朝鮮戦争の休戦後、韓国は李承晩の専制的な指導による政治的混乱を経験した。李承晩は、権力基盤を強固なものとするために、度重なる恣意的な憲法改正や選挙介入によって、事実上の終身大統領として政権を維持しようとし、非民主独裁的・権威主義的な性格を強めていった。李は、戦後に強固なものとなった反共主義を政治的道具として利用し、政敵を「親共産主義的」、「北のスパイ」として次々と摘発・処分した。また、1952年5月の憲法改正で大統領に再選されている李は、1954年の国会議員選挙で国会の主導権を握ると、四捨五入改憲事件による強引な憲法改正によって大統領の3選を禁止した条項を廃止し、1956年5月の大統領選挙で第三代大統領に再選された。その際に李は、選挙で善戦した左派系候補・曺奉岩を、北朝鮮のスパイという嫌疑によって処刑している。
李承晩による権力の私物化により、第一共和国では腐敗が蔓延した。選挙では不正が横行したほか、警察も腐敗し、暴力団が横行するようになった。また、政権党である自由党の不正腐敗や企業との癒着、アメリカの援助に依存した経済体質も問題となった。さらには、権威主義による市民の抑圧も行なわれ、言論統制の強化によって政府に批判的な京郷新聞が廃刊に追い込まれたりするなど、第一共和国の政治の横暴さは目に余るものがあった。
1960年3月15日、李承晩は後に三一五不正選挙と呼ばれる選挙によって、第四代大統領に楽々と当選した。与党による露骨な不正選挙に対する反発から、同日中に馬山で学生デモが発生したものの、警察によって乱暴に鎮圧された。しかし、その際に警察によって殺害された学生の遺体が、4月になって海で発見されたことにより、野党や国民の不正選挙への批判が公然化した。李承晩政権の打倒を目指した学生・大学教授らの決起や暴動などが全国各地へと拡大し、政府も当初は武力による弾圧で応じていたが、アメリカから見放された李承晩は4月27日に退陣し、翌月にはハワイへの亡命を余儀なくされた（四月革命）。これによって第一共和国は崩壊し、許政国務総理率いる暫定行政機構が一時的に国政を担った後、韓国は第二共和国へと移行した。

## 教育
朝鮮戦争による騒乱の期間でさえ、全ての水準において、第一共和国は教育分野における驚異的な成長を遂げた。
第一共和国は、アメリカ軍政庁傘下の韓国教育評議会（Council for Korean Education）が組み立てた教育制度を、全国で完全に実施することに成功した。評議会の教育は、Hongik Inganの理想を基にまとめられており、民主社会に参加する準備を学生に対して行なうことが教育の主眼とされていた。そのため、一部では、第一共和国が実施した民主的な教育によって政府に批判的な言論を支える知識人層が育ち、1960年の権威主義的な李承晩政府の倒壊（四月革命）に貢献したと主張する人もいる。
最初の教育法は、1949年12月31日に施行された。この時点における最も重要な点は、初等教育段階での普遍的な義務教育の導入にあった。そのために、政府は全国的な教育制度の普及に努め、就学児童の小学校への就学率は、第一共和国末期には95％以上にまで上昇していた。さらには、朝鮮総督府統治下の朝鮮で実施されていた二元的な段階による学制を、初等教育6年、前期中等教育（中学校）3年、後期中等教育（高等学校）3年、高等教育4年の一元的な段階による学制（6・3・3・4制）へと切り替えた。
また、第一共和国では、大韓民国による最初の教育カリキュラムが、教育の場で実施された。

## 経済
第一共和国の経済は、政府の失策と朝鮮戦争の破壊による深刻な困難に見舞われた。戦争後、韓国政府は朝鮮戦争で破壊された経済基盤を立て直すため、アメリカからの経済援助を受けた。しかし、李承晩は有効な経済開発政策を進めることができず、韓国経済の復興はなかなか進まなかった。そのため、韓国は北朝鮮と比べて経済復興の遅れが目立ち、1960年代前半に至っても世界最貧国の一員に属していた。経済の停滞によって、国民生活は一向に改善されず、国民の間には不満が鬱積していた。
一方、1945年から1950年までの間、アメリカ軍政庁と大韓民国当局は、韓国における私有財産の所有に関連する農地改革を実行した。改革では、アメリカ軍政庁は日本から没収していた朝鮮総督府や日本の会社、およびに個々の日本人の土地などの在韓資産を大韓民国政府に譲渡した。また、大韓民国政府は、大規模な土地を所有する韓国人に対し、大部分の所有地を投げ出すことを義務づけた改革も実施した。これにより、家族で土地を所有する経済的に独立した新しい階層が出現した。

## 国際関係
第一共和国は、アメリカとの強固な同盟関係を求める一方で、北朝鮮や日本を敵視する政策を実施した。
第一共和国は対北朝鮮政策において、朝鮮戦争の前後に関係なく、武力による朝鮮統一（北進統一）を唯一の政策方針としていた。そのため、朝鮮戦争勃発後に、韓国の武力攻撃を戦争の原因とする見解が流布される一因となった。対日本政策では、竹島（韓国名：独島）と対馬の領有を主張するために、李承晩ラインを制定して近海から日本の漁船を締め出すなど、厳しい反日政策を終始一貫して実施し続けた。1959年には、日本に在日韓国人を主体とした工作員を密入国させ、在日朝鮮人の帰還事業を阻止することなど目的として、日本赤十字社、列車、船舶などの爆破を企てた（新潟日赤センター爆破未遂事件）。
アメリカの仲介で、日本との国交正常化に向けた会談を幾度か行なったが、植民地支配に対する対日賠償請求権などを巡って対立し、芳しい成果を上げることはできなかった。一方の対米政策では、反共の同盟国としてアメリカから巨額の援助を受けることに成功し、その額が当時の韓国の国家予算に匹敵することも時にはあった。